# Émile Koechlin
Pour les articles homonymes, voir Koechlin.
Émile Koechlin, prononcé ke'klɛ̃, (Mulhouse, 28 mai 1808 - 3 mai 1883) fut un ingénieur, industriel et homme politique français.

## Biographie

### Famille
Émile Koechlin est l'un des fils de Rodolphe Koechlin (1778-1855, peintre botaniste) et de Marie Élisabeth Risler, arrière-petit-fils de Samuel Koechlin et neveu de Jean-Jacques et Nicolas Koechlin.
Parmi ses enfants, Rodolphe Koechlin est ingénieur de l'École centrale des arts et manufactures de Paris. Sa fille Emilie épouse Charles Friedel, scientifique et membre de l'Académie des sciences.

### Ve professionnelle
Émile fut ingénieur à Mulhouse chez André Koechlin & Cie et fonda dans cette même ville une filature de laine avec son frère aîné, Jean Koechlin-Dollfus (1839). Excellent dessinateur, il occupa également une situation subalterne dans les établissements textiles Dollfus-Mieg et Compagnie.

### Vie politique
Nommé maire de Mulhouse à l'automne 1848, il assura son mandat dans une période peu favorable marquée par les difficultés économiques et les troubles politiques. 
Personnage ombrageux et cassant, il entretint des rapports conflictuels avec certains de ses administrés et, en particulier, avec la communauté catholique de la ville[réf. souhaitée].
Républicain modéré, Émile Koechlin démissionna en 1852 pour protester contre le rétablissement de l'Empire.

## Pour approfondir